# 岡山県道74号倉敷飽浦線
岡山県道74号倉敷飽浦線（おかやまけんどう74ごう くらしき あくらせん）は、岡山県倉敷市と岡山市南区を結ぶ県道（主要地方道）である。

## 概要
倉敷市を起点とし、岡山市南区を通って玉野市に入り、児島半島の東部を瀬戸内海沿いに周回し、再び岡山市南区に入って終点となる。

### 路線データ
- 起点: 岡山県倉敷市東町 「羽島交差点」 （岡山県道22号倉敷玉野線 交点）[2]
- 終点: 岡山県岡山市飽浦 「飽浦交差点」 （岡山県道45号岡山玉野線、岡山県道399号金甲山線 交点）[2]
- 実延長: 33.8 km [1]
- 道路管理者： 岡山県（岡山市区間以外）[注釈 1]、岡山市（岡山市区間のみ）

## 歴史
- 1993年（平成5年）5月11日 - 建設省から、県道倉敷妹尾線の一部・県道倉敷都線・県道小串港田井線・県道飽浦小串港線が倉敷飽浦線として主要地方道に指定される[3]。
- 2014年（平成26年）
  - 1月23日15時、岡山県告示第17号・18号により玉野市西田井地 - 玉野市梶岡間[注釈 2]の新道が供用開始[2][5]。

## 路線状況

### 通称
- 茶屋町街道 （倉敷市東町 - 倉敷市茶屋町）

### 重複区間
- 岡山県道21号岡山児島線（岡山市南区曽根・曽根西交差点 - 岡山市南区中畦）
- 国道30号（岡山市南区藤田・都六区北交差点 - 玉野市田井2丁目・田井交差点）
- 岡山県道22号倉敷玉野線（岡山市南区西高崎・七区入口交差点 - 玉野市田井4丁目・田井駅口交差点）

### 道の駅
- 道の駅みやま公園（国道30号重複区間）

## 地理
岡山県道22号倉敷玉野線とは3回接続する。また、岡山市の市域を2回通る。

### 通過する自治体
- 倉敷市
- 岡山市（南区）
- 玉野市
- 岡山市（南区）

### 交差する道路
| 交差する道路                                          | 市町村名 | 市町村名 | 交差する場所         | 交差する場所                   |
| ----------------------------------------------------- | -------- | -------- | -------------------- | ------------------------------ |
| 岡山県道22号倉敷玉野線                                | 倉敷市   | 倉敷市   | 東町                 | 羽島交差点 / 起点              |
| 倉敷市道1013号生坂二日市線                            | 倉敷市   | 倉敷市   | 羽島                 | 羽島東交差点                   |
| 岡山県道152号倉敷妹尾線                               | 倉敷市   | 倉敷市   | 羽島                 | 日間（ひるま）交差点           |
| 国道2号 / 岡山バイパス                                | 倉敷市   | 倉敷市   | 加須山（かすやま）   | 加須山交差点                   |
| 岡山県道273号加須山中帯江線                           | 倉敷市   | 倉敷市   | 加須山               |                                |
| 岡山県道165号藤戸早島線                               | 倉敷市   | 倉敷市   | 茶屋町               |                                |
| 岡山県道21号岡山児島線 重複区間起点                   | 岡山市   | 南区     | 曽根                 | 曽根西交差点                   |
| 岡山県道21号岡山児島線 重複区間終点                   | 岡山市   | 南区     | 中畦（なかうね）     |                                |
| 岡山市道310000033号内尾西畦線                         | 岡山市   | 南区     | 中畦                 | 丙川（ひのえがわ）北交差点     |
| 国道30号 重複区間起点                                 | 岡山市   | 南区     | 藤田                 | 都六区北交差点                 |
| 岡山県道22号倉敷玉野線 重複区間起点                   | 岡山市   | 南区     | 西高崎               | 七区入口交差点                 |
| 岡山県道427号槌ヶ原日比線                             | 玉野市   | 玉野市   | 槌ヶ原（つちがはら） | 秀天橋（しゅうてんばし）交差点 |
| 岡山県道405号山田槌ヶ原線                             | 玉野市   | 玉野市   | 槌ヶ原               | 横田口交差点                   |
| 国道30号 重複区間終点                                 | 玉野市   | 玉野市   | 田井2丁目            | 田井交差点                     |
| 岡山県道45号岡山玉野線                                | 玉野市   | 玉野市   | 田井4丁目            | 尾坂峠南口交差点               |
| 岡山県道22号倉敷玉野線 重複区間終点                   | 玉野市   | 玉野市   | 田井4丁目            | 田井駅口交差点                 |
| 岡山県道74号倉敷飽浦線 / 旧道                         | 玉野市   | 玉野市   | 沼                   |                                |
| 岡山県道74号倉敷飽浦線 / 旧道 岡山県道217号飽浦東児線 | 玉野市   | 玉野市   | 梶岡                 |                                |
| 岡山県道463号長谷小串線                               | 岡山市   | 南区     | 小串                 |                                |
| 岡山県道45号岡山玉野線 岡山県道399号金甲山線          | 岡山市   | 南区     | 飽浦（あくら）       | 飽浦交差点 / 終点              |
| 旧道                                                  |          |          |                      |                                |
| 岡山県道74号倉敷飽浦線 / 現道                         | 玉野市   | 玉野市   | 沼                   | 旧道起点                       |
| 岡山県道405号山田槌ヶ原線                             | 玉野市   | 玉野市   | 山田                 | 山田小学校交差点               |
| 岡山県道74号倉敷飽浦線 / 現道 岡山県道217号飽浦東児線 | 玉野市   | 玉野市   | 梶岡                 | 旧道終点                       |

### 周辺
- 倉敷美観地区
- JR茶屋町駅
- みやま公園
  - 道の駅みやま公園
- 出崎海岸
  - 出崎海水浴場 （閉鎖中[6]）
- 東児が丘マリンヒルズゴルフクラブ[注釈 4]
- 貝殻山
- 金甲山
- 児島湾大橋